# 14134 Пенкала
14134 Пенкала (14134 Penkala) — астероїд головного поясу, відкритий 14 вересня 1998 року.
Тіссеранів параметр щодо Юпітера — 3,426.